# محوطه و گورستان جیر لپه دشت
محوطه و گورستان جیر لپه دشت مربوط به هزاره اول دوران‌های تاریخی پس از اسلام است و در شهرستان تنکابن، دهستان گلیجان، روستای لاکتراشان واقع شده و این اثر در تاریخ ۱۸ اردیبهشت ۱۳۸۰ با شمارهٔ ثبت ۳۷۸۵ به‌عنوان یکی از آثار ملی ایران به ثبت رسیده است.